# Shivrinarayan
Shivrinarayan é uma cidade e uma nagar panchayat no distrito de Janjgir-Champa, no estado indiano de Chhattisgarh.

## Demografia
Segundo o censo de 2001, Shivrinarayan tinha uma população de 8107 habitantes. Os indivíduos do sexo masculino constituem 52% da população e os do sexo feminino 48%. Shivrinarayan tem uma taxa de literacia de 63%, superior à média nacional de 59,5%: a literacia no sexo masculino é de 73% e no sexo feminino é de 53%. Em Shivrinarayan, 18% da população está abaixo dos 6 anos de idade.